# Universidad Politécnica de Chihuahua
La Universidad Politécnica de Chihuahua (UPCH) es una escuela de nivel superior localizada en la ciudad de Chihuahua, Chihuahua, México. Derivada del subsistema de Universidades Politécnicas de la SEP. 
Su misión es formar profesionistas íntegros y humanistas con alta competitividad técnica y social mediante la impartición de licenciaturas y posgrados con un modelo educativo basado en competencias y pertinentes a las necesidades del sector productivo nacional e internacional, contribuyendo con ello a la mejora de la sociedad.
Su visión es ser una universidad reconocida internacionalmente por la calidad de sus programas educativos, investigación aplicada, servicios especializados, liderazgo de sus egresados e influencia en el desarrollo sostenible de la sociedad.

## Oferta académica
- Ingeniería Aeronáutica
- Ingeniería Mecánica Automotriz
- Ingeniería en Tecnología Ambiental
- Licenciatura en Administración y Gestión de PyMES

- Datos: Q6156637